# Elaeagnus submacrophylla
Elaeagnus submacrophylla là một loài thực vật có hoa trong họ Elaeagnaceae. Loài này được Camille Servettaz mô tả khoa học đầu tiên năm 1909.